# Cheilosia tonsa
Cheilosia tonsa är en tvåvingeart som först beskrevs av Sack 1938.  Cheilosia tonsa ingår i släktet örtblomflugor, och familjen blomflugor.
Artens utbredningsområde är Schweiz. Inga underarter finns listade i Catalogue of Life.